# Mochibampo
Mochibampo är en ort i Mexiko.   Den ligger i kommunen Álamos och delstaten Sonora, i den nordvästra delen av landet, 1 300 km nordväst om huvudstaden Mexico City. Mochibampo ligger 227 meter över havet och antalet invånare är 134.
Terrängen runt Mochibampo är huvudsakligen kuperad. Mochibampo ligger nere i en dal. Runt Mochibampo är det mycket glesbefolkat, med 3 invånare per kvadratkilometer. Närmaste större samhälle är Mesa Colorada, 2,4 km norr om Mochibampo. I omgivningarna runt Mochibampo växer huvudsakligen savannskog.